# Udvardy Nándor
Udvardy Nándor (Pozsony, 1895 – 192?) az Osztrák–Magyar Monarchia 8 igazolt légi győzelmet elérő ászpilótája volt az első világháborúban.

## Élete
A világháború kitörése után 1915-ben behívták katonának, feltehetően a területileg illetékes 72. gyalogezredhez. Az alapkiképzés befejezése után jelentkezett a Légjárócsapatokhoz. Pilótaképzését részben a 6. repülőszázadnál, később a németországi Brandenburg városában végezte. Pilótaigazolványát csak 1916. szeptember 20-án kapta meg, másnap pedig előléptették tizedessé. Októberben az orosz frontra, a 10. repülőszázadhoz helyezték és röviddel később kérte hogy engedélyezzék vadászpilóta-képzését. Ezt a tanfolyamot 1917. májusában fejezte be, utána pedig az olasz fronton állomásozó 42. vadászrepülő-századhoz került.   
Első légi győzelmét 1917. július 10-én aratta, amikor a Monte Sabotino körzetében megrongált egy olasz SPAD vadászt, amely aztán a hegyoldalnak csapódott. Még ugyanazon a napon egy Nieuportot is leszállásra kényszerített és az olasz vonalak mögött földet ért repülőt végül az osztrák-magyar tüzérség lőtte szét. Ugyanebben a hónapban előléptették szakaszvezetővé. Szeptember 23-án Ernst Strohschneider társaságában Castagnevizza mellett egy Savoia-Pomilio felderítőt lőtt le, majd valamivel később, ugyanazon a napon egy francia felségjelzésű SPAD vadászt is földre kényszerített. Három nappal később, szeptember 26-án a Strohschneider által vezetett kötelék tagjaként lőtt le egy SPAD-ot és ezzel megszerezte ötödik légi győzelmét.  
Udvardy a században szoros barátságot alakított ki Hefty Frigyessel és Risztics Jánossal; miután mindhárman megkapták az Arany Vitézségi Érmet, társaságuk az "arany triumvirátus" nevet kapta.   
1917. október 24-én elkezdődött a 12. isonzói csata, aminek folyamán Udvardy október 26-án Strohschneider társaságában lelőtt egy olasz hidroplánt. November 11-én a haditengerészet repülőcsónakjait fedezte, amelyek az olasz állásokat bombázták; eközben négy olasz Nieuport támadt rájuk és Udvardy súlyos térdsérülést szenvedett, ami miatt három hónapra kórházba került. Felépülése után, 1918. május 20-án Montellónál kilőtt egy olasz Hanriot vadászt. Egy hónappal később, június 20-án, ugyanebben a térségben újabb Hanriot-t kényszerített földre: ez volt utolsó világháborús légi győzelme. Október 27-én egy légicsata során Udvardy gépe annyira megrongálódott, hogy kényszerleszállást kellett végrehajtania, ő azonban sértetlenül úszta meg az esetet. 
A világháború után visszatért Magyarországra, ahol a Tanácsköztársaság idején a 8. repülőszázadban harcolt a cseh, román és szerb intervenció ellen; legalább három ellenséges terület fölötti bevetése ismert.        
A harcok lezárulta után visszatért az akkor már Csehszlovákiához tartozó Pozsonyba, ahol valamikor az 1920-as évek elején tüdőbajban meghalt. 

## Kitüntetései
- Arany Vitézségi Érem (kétszer)
- Ezüst Vitézségi érem I. osztály (kétszer)
- Ezüst Vitézségi Érem II. osztály
- Bronz Vitézségi Érem (háromszor)

## Győzelmei
| Sorszám | Dátum                | Beosztási hely   | Repülőgép      | Ellenfél       |
| ------- | -------------------- | ---------------- | -------------- | -------------- |
| 1       | 1917. július 10.     | 42. vadászszázad | KD D.I         | SPAD           |
| 2       | 1917. július 10.     | 42. vadászszázad | KD D.I         | Nieuport       |
| 3       | 1917. szeptember 23. | 42. vadászszázad | KD D.I         | SPAD           |
| 4       | 1917. szeptember 23. | 42. vadászszázad | KD D.I         | Savoia-Pomilio |
| 5       | 1917. szeptember 26. | 42. vadászszázad | KD D.I         | SPAD           |
| 6       | 1917. október 26.    | 42. vadászszázad | KD D.I         | Hidroplán      |
| 7       | 1918. május 20.      | 42. vadászszázad | Albatros D.III | Hanriot HD.1   |
| 8       | 1918. június 20.     | 42. vadászszázad | Albatros D.III | Hanriot HD.1   |